# 証人テスト
証人テスト（しょうにんテスト）とは訴訟において証人尋問前の証人に事実確認を確かめる手続きのこと。

## 概要
刑事訴訟においては刑事訴訟規則第191条の3は、「証人の尋問を請求した検察官又は弁護人は、証人その他の関係者に事実を確かめる等の方法によって、適切な尋問をすることができるように準備しなければならない」と規定し、証人の尋問を請求した者への証人尋問に関する準備義務が規定されている。同規則第192条により、一定条件の例外を除いて主尋問に対する誘導尋問は禁止されている。証人尋問での交互尋問に関する詳細な規定が付加・整備された際に証人尋問の実効性を保障するために1957年の刑事訴訟規則改正で明文化された。
証人の記憶が薄れることや慣れない法廷で緊張することにより、公判進行が滞るのを防ぎ、限られた時間内で十分な証言を引き出す目的で行われる。証人尋問における予行演習やリハーサルとも取れる。その一方で、証人テストにおいて証人への威圧や偽証教唆と疑われるような行動はとってはならないとされる。
しかし、検察官の証人テストでは他者の刑事被告人に関して有罪性を強めていた検察官面前調書の中身に沿ったような証言内容を証人に指示している等の指摘がある。検察官が証人に対して膨大な数の証人テストを行ったり、弁護人からの反対尋問に対する想定問答集が作成されたりしていたことが、法廷での証人尋問が行われた後で明らかになることがある。想定問答集について検察は証人と協議して作成したとして誘導尋問を否定している。膨大な数の証人テストを行ったり、想定問答集が作成されたりしていたことが判明しても、裁判所は客観的証拠に合わない部分は別であるが、他者の刑事被告人に関して有罪性を強めるような証言内容について全面的に否定することは多くない。また、検察官の証人テストのために主尋問をする対象の証人は、逮捕の有無や起訴の有無は別にして検察から捜査対象だった事例も少なくない。以上の経緯から、検察による証人テストが、刑事訴訟を担当する弁護人から問題視されている。検察官の録音・録画など可視化の対象外であるため、そこでのやりとりは公判記録に残らない。
主尋問において証人テストで証人に証言内容を指示することは検察官側に限ったことではなく、弁護人側でも起こりうることではある。実務上は刑事訴訟においては主尋問は検察官による請求が多いことや、検察官は弁護人と異なり訴追権及び裁判所の許可に基づく強制捜査権や逮捕権があることから、検察官による証人テストが問題視されることが多い。